# ノーザン・ダウンポア
「ノーザン・ダウンポア」（Northern Downpour）は、アメリカ合衆国のポップ・ロック・バンドであるパニック・アット・ザ・ディスコの楽曲。2008年3月25日に発売された2作目のスタジオ・アルバム『プリティ。オッド。』の7曲目に収録された後、同年11月14日にシングルとして発売された。クレジットでは作詞がライアン・ロス、作曲がパニック・アット・ザ・ディスコと記載されているが、実際にはロスとジョン・ウォーカーによって書かれた楽曲。2009年7月にバンドを脱退したロスとウォーカーが参加した最後のシングルとなった。

## 背景
「ノーザン・ダウンポア」の歌詞はロスによって書かれ、メロディーはウォーカーによって作られた。歌詞はツアーや恋人、「この数年で自分たちにとって大切だったすべてのもの」を題材としている。ロスは『ローリング・ストーン』誌のインタビューで、「I know the world's a broken bone, but melt your headaches call it home.（世界は骨折してるけど / 悩みをなくして ここを我が家と呼んでごらん）」というフレーズでお気に入りであるとし、ブレンドン・ユーリーにこのフレーズに特に注意を払うように伝えたと語っている。

## 評価
『ボストン・グローブ』紙のサラ・ロッドマンは、本作について「幻覚体験のようなイメージと、盗みをせず敬意を払った夢見心地のメロディーを兼ね備えた」楽曲と述べた。『ワシントン・ポスト』紙のJ・フリーダム・デュ・ラックは「ビートルズの『ア・デイ・イン・ザ・ライフ』を思い起こす哀愁を帯びたバラード」と見なした。『ヴィレッジ・ヴォイス』紙のロブ・ハーヴィラは、「実はかなり感動的な」楽曲と評した。『ポップマターズ』のアンドリュー・ブラッキーは、本作におけるユーリーのボーカル・パフォーマンスを称賛し、そのボーカル・パフォーマンスを「ロバート・スミス風」と評した。
『MTVニュース』のジェームズ・モントゴメリーは、「2008年のベスト・ソング」の1つとして本作を挙げ、「陰気で静かで、ほんとうに美しく、おそらくパニック史上最高の楽曲となることは言うまでもない」と評した。また、モントゴメリーは本作について「（ビートルズの）『アビイ・ロード』のアウトテイクのように聞こえる」曲とも評している。

## ミュージック・ビデオ
2008年10月30日、「ノーザン・ダウンポア」のミュージック・ビデオが公開された。監督はベーン・ファニンが務めた。ミュージック・ビデオは、前々作「ナイン・イン・ジ・アフターヌーン〜恋するタイミング」や前作「ザット・グリーン・ジェントルマン」から一転してモノクロ映像でシンプルな構成となっている。
ミュージック・ビデオは、2008年12月2日に発売されたライブ・アルバム『ライヴ・イン・シカゴ』に付属のDVDに収録された。

## シングル収録曲
| 全作詞: ライアン・ロス、全作曲: パニック・アット・ザ・ディスコ。 | |                |                                |      |
| #                                                                | タイトル | 作詞           | 作曲・編曲                     | 時間 |
| 1.                                                               | 「ノーザン・ダウンポア」(Northern Downpour) | ライアン・ロス | パニック・アット・ザ・ディスコ | 4:07 |
| 2.                                                               | 「ザ・ピアノ・ノウズ・サムシング・アイ・ドント・ノウ（オルタネイト・ヴァージョン）」(The Piano Knows Something I Don't Know (Alternate Version)) | ライアン・ロス | パニック・アット・ザ・ディスコ | 2:21 |
| 合計時間:                                                        | 合計時間: | 6:28           |                                |      |

## クレジット
※特記を除き、出典はアルバムのブックレット。
録音場所
- レコーディング – スタジオ・アット・ザ・パームス（ラスベガス）、アビー・ロード・スタジオ（ロンドン）
- ミキシング – アビー・ロード・スタジオ（ロンドン）

制作
- ソングライター – ライアン・ロス（作詞）、ジョン・ウォーカー（作曲）
- プロデュース – ロブ・メイセス
- エンジニア – クラウディウス・ミッテンドーファー
- アシスタント・エンジニア – マーク・エヴァートン・グレイ
- ミキシング – ピーター・コビン
  - アシスタント – リチャード・ランキャスター
  - セカンド・アシスタント – ピーター・ハッチングズ

- マスタリング – スコット・ハル